# 35441 Kyoko
35441 Kyoko è un asteroide della fascia principale. Scoperto nel 1998, presenta un'orbita caratterizzata da un semiasse maggiore pari a 2,5592202 UA e da un'eccentricità di 0,1599770, inclinata di 13,42849° rispetto all'eclittica.